# Флаг Шушенского
Флаг муниципального образования посёлок Шу́шенское Шушенского муниципального района Красноярского края Российской Федерации — опознавательно-правовой знак, служащий официальным символом муниципального образования.
Ныне действующий флаг утверждён 30 января 2009 года решением Шушенского поселкового Совета депутатов № 70-219 и 20 февраля 2009 года внесён в Государственный геральдический регистр Российской Федерации с присвоением регистрационного номера 4732.

## Описание
«Прямоугольное зелёное полотнище с отношением ширины к длине 2:3, несущее вдоль верхнего края белую полосу, край которой вырезан в виде изломанной линии и образует три одинаковых выступа с зелёной стороны; на основной, зелёной части полотнища, посередине воспроизведены жёлтые фигуры двух танцующих журавлей; на полосе, над средним выступом — красная восьмилучевая звезда из герба поселения».
Описание предыдущего флага, утверждённого решением Шушенского поселкового Совета депутатов от 19 июня 2008 года № 60-179, гласило: «Прямоугольное зелёное полотнище с соотношением ширины к длине 2:3, несущее вдоль верхнего края белую полосу, край которой вырезан в виде изломанной линии и образует три одинаковых выступа с зелёной стороны; на основной зелёной части полотнища, посередине воспроизведены жёлтые фигуры двух танцующих журавлей; на полосе над средним выступом — верхняя половина шестилучевой звезды с малыми лучами в промежутках».

## Обоснование символики
Флаг разработан на основе герба поселения.
Посёлок Шушенское основан в 40-х годах XVIII века первыми русскими землепроходцами. Место было выбрано не случайно — устье реки Шушь, впадающей в Енисей, было благоприятным местом для обороны, реки стали надёжными транспортными артериями. Природа благоприятствовала развитию сельского хозяйства, ставшему основным занятием местных жителей. И сегодня посёлок Шушенское — центр крупного сельскохозяйственного района. Использование на флаге зелёного цвета — символа природы, молодости, здоровья, жизненного роста, отражает сельскохозяйственную направленность развития экономики муниципального образования.
Природное богатство края отражено на флаге фигурами танцующих журавлей, здесь расположены Государственный Саяно-Шушенский природный биосферный заповедник и Национальный парк «Шушенский бор». Журавли издавна считаются символом благополучия, поскольку обитают только в спокойной и миролюбивой обстановке. Одним из любимых мест шушенцев стало место Журавлиная горка — местная природная достопримечательность.
Трёхгорье напоминает о том, что посёлок расположен в предгорьях Западных Саян — горной стране на юге Сибири.
С 1920-х годов Шушенское получило широкую известность, как место трёхлетней (1897—1900 гг.) сибирской ссылки В. И. Ленина, в 1930 году здесь был открыт Дом-музей В. И. Ленина, который впоследствии был преобразован сначала в музей-заповедник «Сибирская ссылка В. И. Ленина», а позже в историко-этнографический музей-заповедник «Шушенское». На флаге это символически отображено стилизованной красной звездой.
Красный цвет — символ труда, мужества, силы, красоты и праздника.
Жёлтый цвет (золото) — символ урожая, богатства, стабильности, солнечного света, уважения и интеллекта.
Белый цвет (серебро) — символ чистоты и совершенства, мира и взаимопонимания.